# Patissa fulvosparsa
Patissa fulvosparsa là một loài bướm đêm trong họ Crambidae.